# Бульбаши
Бульбаши́, ед. число бульба́ш (от бел. бульба — «картофель», то есть «картофельники» < пол. bulba, bulwa, чеш. bulva < нем. Bolle — «клубень, луковица» или лат. bulbus) — этнофолизм, ироничное, ласковое прозвище белорусов. В зависимости от контекста (и в печати, и в устной речи) прозвище «бульбаш» может носить как пренебрежительный, так и насмешливый характер.
Происхождение прозвища связано с тем, что в меню, культуре и сельском хозяйстве белорусов картофель традиционно играет большую роль.
Самоназванием белорусов прозвище «бульбаш» не является. В то же время нередко оно более лояльно принимается и используется в отношении самих себя урбанизировавшимися белорусами, белорусской диаспорой, а также теми, кто активно общается с представителями многих национальностей. В этом случае носит лёгкий самоиронический оттенок и применяется в контексте неприхотливости к пище, одежде, условиям проживания и т. д.
В 2012—2014 годах, строительство развлекательного центра «Бульбаш-Холл» в урочище Куропаты, месте массовых расстрелов чекистами мирных граждан в 1930-е годы, вызвало демонстрации против строительства. Возмущение было вызвано не столько наименованием, сколько самим фактом строительства культурно-массового учреждения на месте массовых захороненений, хотя впоследствии возникли и публичные дискуссии касательно политкорректности наименования. В последнее время предпринимаются попытки добиться запрета на использование производителями прозвища «Бульбаш» («Бульбашъ») в качестве торговой марки для своей продукции (например, водки).
В XIX веке слово бульба имело другое значение, согласно Памятной книжки Подольской губернии на 1859 год, бульба это земляная груша (Памятная книжка Подольской губернии на 1859, стр.157 «Разводить на огородах земляную грушу или бульбу, шишки, которой, оставаясь на зиму под кустами, не портяться от морозу и весной могутъ быть употребляемы вместо картофеля»).
Это прозвище, в числе прочих, было включено в «Алфавитный перечень возможных вариантов ответов населения для кодирования ответа на вопрос 7 Переписного листа формы Л Всероссийской переписи населения 2010 года», утверждённый приказом Росстата от 27.01.2010 г. № 74 (см. строку 300) с присвоением самостоятельного кода (1201), тогда как вариантам названий других народов присваивались одинаковые коды (строки 477 и 1407 соответственно).
Также на Украине бульбаши — прозвище бойцов «полесской сечи», руководимой Бульба-Боровцом.

## Примеры использования
Думая про Валерия Казакова и заново перелистывая его недавно вышедшую книгу «Записки колониального чиновника», невольно и не то чтобы со злорадством, но с каким-то игривым удовлетворением замечаю про себя: «Вот и ещё одного зацепило, вот и ещё один большой и талантливый русский мужик бульбашского корню навеки вечные заблудился в нашенском „встречь солнцу“ лабиринте, ещё один стал приискателем Беловодья, познал и понял для себя это пространство как материнское, своё, кровное.
— литературно-художественный журнал «Сибирские Огни»  №1, январь 2007 

Особое беспокойство нам доставляли профессионально подготовленные бойцы националистических формирований белорусской краевой обороны и украинцы. По указанию фашистов они взяли за основу принципы действия наших партизан. Это были небольшие группы по 15-30 человек, укомплектованные немецким диверсионным обмундированием. Они отлично владели рукопашным боем и взрывотехникой. Хорошо ориентировались в дремучих лесах Белоруссии. Против них наши деревенские „бульбаши“ были бессильны.
— "СМЕРШ" опаснее смерча Вячеслав Шевченко, «Экспресс-К», 11.05.2007г.

Кучму с гарными хохлами, Лукашенку с бульбашами,

Китовани с пистолетом и Гейдара с минаретом,

Плюс — Шаймиева с ордою, плюс — Дудаева с дудою,

Плюс — Ниязова с Кораном, плюс — родного со стаканом.

— Тимур Шаов, «Песня дельтапланериста»[значимость факта?]